# Christina Chaneé
Christina Abedul Wongskul (nascida em 6 de janeiro de 1979), mais conhecida como Christina Chanée, ou simplesmente Chanée, é uma cantora pop de ascendência dano-tailandesa. Atualmente vive em Copenhague, Dinamarca.
Em 2010, ganha junto a Tomas N'evergreen o Dansk Melodi Grand Prix 2010 com a música In a moment like this, com a qual representou a Dinamarca no Festival Eurovisão da Canção, que aconteceu em Oslo, Noruega.